# No More Rules
Albums de Mika Nakashima
VOICE
(2008) STAR
(2010)
No More Rules est un album spécial de Mika Nakashima, une compilation éditée en quantité limitée. C'est son 10e album au total si l'on compte ses deux mini albums, sa précédente compilation "best of" et son album en tant que Nana. Il est sorti sous le label Sony Music Associated Records le 3 mars 2009 au Japon. Il atteint la 5e place du classement de l'Oricon. Il se vend à 46 673 exemplaires la première semaine, et reste classé 6 semaines, pour un total de 55 918 exemplaires vendus. L'album est composé de chansons utilisé pour les publicités de cosmétique Kanebo Kate, dont GAME, une nouvelle chanson. Il sort aussi en version Blu-spec CD (de) avec un DVD bonus. L'album est également sorti à Hong Kong en version CD+DVD.

## Liste des titres
| 1.  | Game                   | Mika Nakashima                       | Kaoru Kami, Tomokazu Matsuzawa | 4:16 |
| 2.  | Love Addict            | Mika Nakashima                       | Shinichi Osawa                 | 7:14 |
| 3.  | Heaven on Earth        | Kenn Kato, Lori Fine (Coldfeet)      | Lori Fine (Coldfeet)           | 4:00 |
| 4.  | SEVEN                  | Mika Nakashima                       | Lori Fine (Coldfeet)           | 4:29 |
| 5.  | I Don't Know           | Mika Nakashima, Lori Fine (Coldfeet) | Lori Fine (Coldfeet)           | 4:42 |
| 6.  | Dance with the Devil   | Mika Nakashima                       | Yasunari Okano                 | 4:34 |
| 7.  | Isolation              | mmm.31f.jp                           | Yasuhiro Minami                | 4:47 |
| 8.  | Kumo no Ito (蜘蛛の糸) | Mika Nakashima                       | Yoshiko Goshima                | 5:58 |
| 9.  | Venus in the Dark      | Mika Nakashima                       | Yasunari Okano                 | 6:04 |
| 10. | My Sugar Cat           | Mika Nakashima                       | Yoshiko Goshima                | 5:12 |
| 11. | Confusion              | Mika Nakashima, Masato Odake         | Tomokazu Matsuzawa             | 3:32 |
| 12. | Black & Blue           | Mika Nakashima, Lori Fine (Coldfeet) | Lori Fine (Coldfeet)           | 4:07 |
| 13. | Blood                  | mmm.31f.jp                           | Shigekazu Koga                 | 4:42 |
| 14. | It's Too Late          | Mika Nakashima, Ayumi Miyazaki       | Lori Fine (Coldfeet)           | 4:37 |
| 15. | Fake                   | Mika Nakashima, Ayumi Miyazaki       | Ayumi Miyazaki                 | 5:14 |

| 1.  | 15 TV-Commercial of Kanebo Kate |  |
| 2.  | Game                            |  |
| 3.  | Heaven on Earth                 |  |
| 4.  | Love Addict                     |  |
| 5.  | Venus in The Dark               |  |
| 6.  | Seven                           |  |
| 7.  | Fake                            |  |
| 8.  | Blood (Live)                    |  |
| 9.  | Black & Blue                    |  |
| 10. | My Sugar Cat                    |  |
| 11. | I Don't Know                    |  |